# O Silêncio do Céu
O Silêncio do Céu é um filme chileno-brasileiro de 2016 dirigido por Marco Dutra, escrito por Lucia Puenzo, Sergio Bizzio e Caetano Gottardo e estrelado por Carolina Dieckmann, Leonardo Sbaraglia e Chino Dárin. Ambientado em Montevidéu o enredo gira em torno da quietude que permeia o relacionamento de Diana e Mario, que reatam o relacionamento após dois anos de separação, mas que enfrenta uma situação tensa e dramática logo na primeira semana, uma vez que Diana é vítima de agressão sexual por um desafeto. 
O filme é uma adaptação de “Era El Cielo”, nome do livro de Sergio Bizzio, um dos roteiristas do filme.

## Sinopse
Diana (Carolina Dieckmann) foi vítima de um estupro dentro de sua própria casa, enquanto uma faca era apertada contra seu pescoço. Seu marido, Mario (Leonardo Sbaraglia) ia a entrar ao quarto, quando viu a sua esposa sendo violada por dois homens e ficou escondido, sem fazer nada. Ela não conta a Mario o que aconteceu, nem ele conta a ela o que viu. A incomunicabilidade evidencia conflitos mais antigos do casal. Mario tenta enterrar os fatos, e salvar o relacionamento, que já estava em crise, e planeja uma vingança.

## Elenco
- Carolina Dieckmann como Diana
- Leonardo Sbaraglia como Mario
- Chino Darín como Néstor
- Mirella Pascual como Malena
- Álvaro Armand Ugón como Andrés
- Roberto Suárez como Trini
- Paula Cohen como Elisa
- Gabriela Freire como Vera
- María Mendive como Nadia
- Susana Groisman como Mãe de Mario
- Walter Rey como Pai de Mario

## Recepção
O filme foi sucesso de crítica. No IMDb, possui uma média de 6.5/10 com base em 1.806 avaliações.

### Críticas dos especialistas
Raphael Camacho, do site Cinepop, deu nota máxima ao filme, escrevendo: ""O Silêncio do Céu", essa co-produção Brasil/Uruguai (o filme é falado em espanhol em quase todo o seu tempo) [...] promete agradar crítica e público com atuações acima da média, um roteiro quase perfeito e uma genialidade de Dutra por trás das câmeras."
Marcelo Hessel, do Omelete, avaliou com 4/5 estrelas: "Ainda que "O Silêncio do Céu" pareça florear demais uma história que é basicamente uma grande metáfora para a dor de corno do homem de meia idade em crise, nada nas escolhas de Dutra resulta inconsequente, e seu filme, seguindo o conselho da personagem, termina grave e impregnado de peso..."
Inácio Araujo, para a Folha de S.Paulo, escreveu: "É verdade que a trama se torna mais convencional ao se aproximar do desfecho. Até lá, no entando, o espectador já terá se encantado bastante com o medo e o destemor - o seu e o de Mario: ser tão parecido com o espectador em certos aspectos não deixa de ser um ponto forte de O Silêncio do Céu." Avaliando o filme com 3/5 estrelas.

### Prêmios e indicações
| Ano  | Prêmio                              | Categoria                          | Nomeações                                     | Resultado |
| ---- | ----------------------------------- | ---------------------------------- | --------------------------------------------- | --------- |
| 2016 | Festival de Cinema de Gramado       | Melhor Som                         |                                               | Venceu    |
| 2016 | Festival de Cinema de Gramado       | Melhor Filme (competição nacional) | Marco Dutra                                   | Venceu    |
| 2016 | Festival de Cinema de Gramado       | Melhor Filme (prêmio do Júri)      | Marco Dutra                                   | Venceu    |
| 2016 | Huelva Latin American Film Festival | Melhor Ator                        | Leonardo Sbaraglia                            | Venceu    |
| 2016 | Mar del Plata Film Festival         | Melhor Filme                       | Marco Dutra                                   | Indicado  |
| 2016 | Uruguayan Film Critics Association  | Melhor Fotografia                  | Pedro Luque                                   | Venceu    |
| 2016 | Uruguayan Film Critics Association  | Melhor Som                         | Fabián Oliver                                 | Indicado  |
| 2016 | Uruguayan Film Critics Association  | Melhor Ator                        | Leonardo Sbaraglia                            | Indicado  |
| 2017 | Prêmio Guarani de Cinema Brasileiro | Melhor Roteiro Adaptado            | Caetano Gotardo, Lucía Puenzo e Sergio Bizzio | Venceu    |
| 2017 | Prêmio Guarani de Cinema Brasileiro | Melhor Filme                       |                                               | Indicado  |
| 2017 | Prêmio Guarani de Cinema Brasileiro | Melhor Diretor                     | Marco Dutra                                   | Indicado  |
| 2017 | Prêmio Guarani de Cinema Brasileiro | Melhor Ator                        | Leonardo Sbaraglia                            | Indicado  |
| 2017 | Prêmio Guarani de Cinema Brasileiro | Melhor Edição                      | Eduardo Aquino                                | Indicado  |